# Bezirk St. Gallen
Der Bezirk St. Gallen war von 1918 bis Ende 2002 eine Verwaltungseinheit des Kantons St. Gallen in der Schweiz.
Dieser Bezirk entstand aus einer Vereinigung zwischen dem 1803 und 1918 bestandenem Bezirk Stadt St. Gallen und dem zwischen 1831 und 1918 bestandenem Bezirk Tablat und der Integration der in die Stadt St. Gallen integrierte ehemalige Gemeinde Straubenzell, das vormals dem Bezirk Gossau angehörte. Seit 2003 gehört der Bezirk St. Gallen dem Wahlkreis St. Gallen an.
Das Bundesamt für Statistik führte den Bezirk unter der BFS-Nr. 1708.

## Die Gemeinden des ehemaligen Bezirks St. Gallen
| Wappen       | Gemeindename | PLZ       | Einwohner (31. Dezember 2023) | Fläche in km² | Einwohner pro km² |
| ------------ | ------------ | --------- | ----------------------------- | ------------- | ----------------- |
| Häggenschwil | Häggenschwil | 9312      | 1431                          | 9,07          | 158               |
| Muolen       | Muolen       | 9313      | 1257                          | 10,33         | 122               |
| St. Gallen   | St. Gallen   | 9000–9029 | 78'213                        | 39,38         | 1986              |
| Wittenbach   | Wittenbach   | 9300      | 10'026                        | 12,20         | 822               |
| Total (4)    | Total (4)    | Total (4) | 89’491                        | 70,98         | 1261              |

## Veränderungen im Gemeindebestand

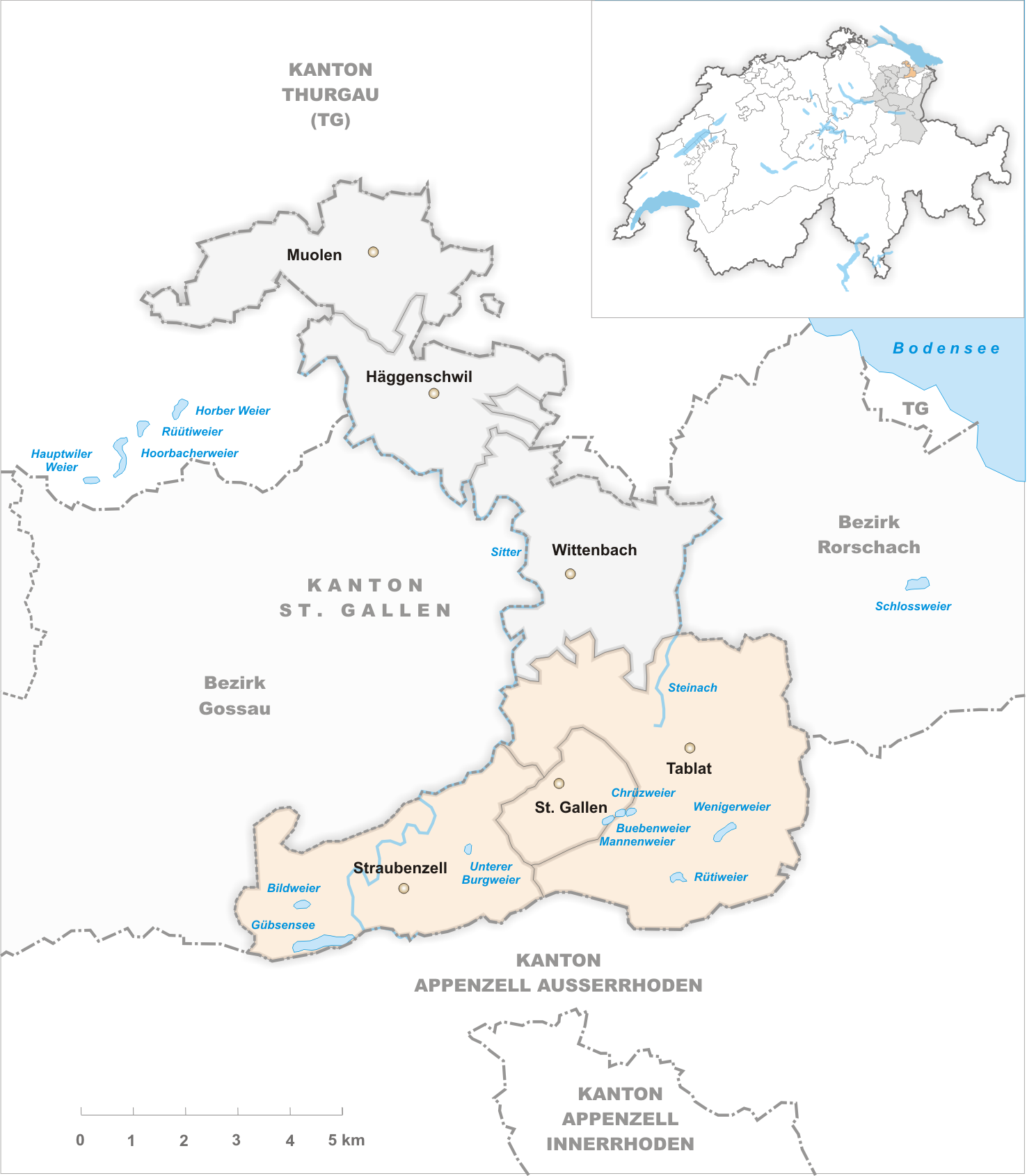
Gemeinden bis 1917

- 1918: Fusion St. Gallen (Bezirk Stadt St. Gallen), Straubenzell (Bezirk Gossau) und Tablat (Bezirk Tablat) → St. Gallen (Bezirk St. Gallen)